# Liste der Mitglieder der Deutschen Akademie der Naturforscher Leopoldina/1865
Die Liste der Mitglieder der Deutschen Akademie der Naturforscher Leopoldina für 1865 enthält alle Personen, die im Jahr 1865 zum Mitglied ernannt wurden. Insgesamt gab es 15 neu gewählte Mitglieder.

## Mitglieder
| Nr.  | Name                             | Beiname                  | Geboren       | Aufnahme | Gestorben     | Bild                                                   |
| ---- | -------------------------------- | ------------------------ | ------------- | -------- | ------------- | ------------------------------------------------------ |
| 2043 | Albert von Langenn               | Christ. Thomasius        | 26. Jan. 1798 | 26. Jan. | 30. Dez. 1868 |                                                        |
| 2044 | Christian Georg Theodor Ruete    | J. G. Zinn II.           | 2. Mai 1810   | 26. Feb. | 23. Juni 1867 | Christian Georg Theodor Ruete                          |
| 2045 | Benno Friedrich Oswald Matthes   | Reimarus                 | 15. Sep. 1825 | 2. Apr.  | 30. Apr. 1911 |                                                        |
| 2046 | Ludwig Wilhelm Schaufuß          | Bonelli II.              | 24. Aug. 1833 | 2. Apr.  | 16. Juli 1890 | Ludwig Wilhelm Schaufuß                                |
| 2047 | Georg Balthasar Neumayer         | Mathew Fliedas           | 21. Juni 1826 | 20. Mai  | 24. Mai 1909  | Georg Balthasar Neumayer                               |
|      | Gustav Eduard Loesche            | Dalton                   | 3. Jan. 1821  | 15. Jun. | 25. Jan. 1879 |                                                        |
| 2048 | Alexander Fischer von Waldheim   | Gotthelf Fischeri filius | 7. Mai 1803   | 24. Aug. | 25. Juli 1884 |                                                        |
| 2049 | Wolf Curt von Schierbrand        | Hans Sloane III.         | 31. Jan. 1807 | 24. Aug. | 20. Feb. 1888 | General-Lieutenant Wolf Curt von Schierbrand (um 1867) |
| 2050 | Bernhard Schultze                | F. B. Osiander           | 29. Dez. 1827 | 24. Aug. | 17. Apr. 1919 | Bernhard Schultze                                      |
| 2051 | Paul Moritz Merbach              | Ch. Gli. Ludwig          | 25. Dez. 1819 | 24. Aug. | 10. Dez. 1899 |                                                        |
| 2052 | Johann Christoph Döll            | Pollich II.              | 21. Juli 1808 | 24. Aug. | 10. März 1885 |                                                        |
| 2053 | Benedict Stilling                | Reil III.                | 16. März 1810 | 6. Sep.  | 28. Jan. 1879 | Benedict Stilling                                      |
| 2054 | Friedrich Richard Liebreich      | Himly II.                | 30. Juni 1830 | 31. Okt. | 19. Jan. 1917 | Friedrich Richard Liebreich                            |
| 2055 | August Gottlob Theodor Leisering | Borelli                  | 10. Dez. 1820 | 31. Okt. | 20. Aug. 1892 |                                                        |
| 2056 | Ferdinand Müller                 | Bonpland II.             | 30. Juni 1825 | 31. Okt. | 10. Okt. 1896 | Ferdinand Müller                                       |